# Акимов, Пётр Дмитриевич
Пётр Дми́триевич Аки́мов (?—1821) — капитан 2-го ранга, герой русско-турецкой войны 1806—1812 годов.

## Биография
3 декабря 1793 года поступил в Черноморский кадетский корпус и 1 января 1802 года был произведён в гардемарины. С того же времени регулярно совершал морские кампании на Чёрном море.
По выпуске из корпуса 10 июня 1804 года был произведён в мичманы и на корабле «Симеон и Анна» сделал переход из Чёрного моря в Архипелаг и обратно. В кампаниях 1805 и 1806 годов Акимов состоял на корабле «Св. Павел» и находился в крейсерстве у берегов Мингрелии.
В 1807 году Акимов с партией нижних чинов был командирован из Николаева в Галац, где построил 17 мелких судов для действующей против турок армии. Затем плавая по Дунаю от Галаца до Сулина был в сражении с турецкой флотилией под Браиловым и Исакчи. С 28 мая 1808 года состоял адъютантом при вице-адмирале Пустошкине.
В 1809 году Акимов, командуя пятью военными барказами на Дунае, принимал участие в сражении под Силистрией и Измаилом, за что был награждён золотой саблей с надписью «За храбрость».
В следующем году, 1 марта, Акимов был произведён в лейтенанты и назначен командиром отдельного флотского отряда из 12 барказов. 19 августа он был награждён орденом св. Георгия 4-й степени (№ 979 по кавалерскому списку Судравского и № 2192 по списку Григоровича — Степанова)
В воздаяние отличнаго мужества и храбрости, оказанных 4 июля при входе с частию флотилии нашей между Журжевских и Рущукских батарей.
В 1811 году он во главе своего отряда поднялся вверх по Дунаю и бомбардировал город Лом-Палаку, который после этого сгорел. 15 декабря за отличие произведён в капитан-лейтенанты.
Затем Акимов присоединился к основной части Дунайской флотилии и в 1812 году действовал у Галаца, причём вновь командовал отдельным отрядом.
В 1814—1817 годах Акимов состоял при Николаевском порте, а в 1818 году вновь был в крейсерстве у Мингрельских берегов.
28 февраля 1819 года Акимов был уволен в отставку с чином капитана 2-го ранга и скончался в 1821 году.